# 怡和午炮

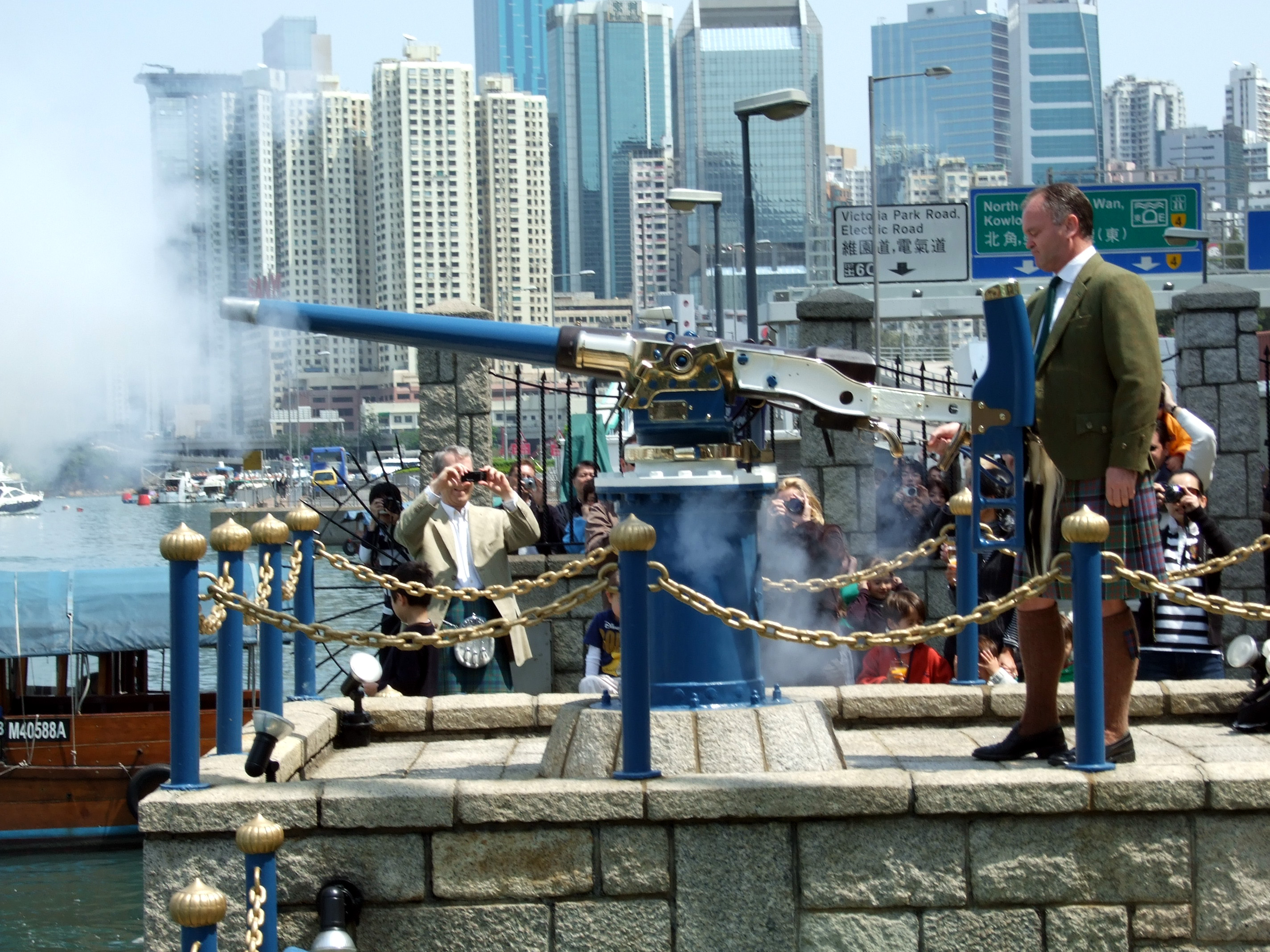
怡和午炮鳴炮

怡和午炮（英語：The Jardine Noonday Gun）位於香港灣仔區銅鑼灣避風塘的岸邊，屬於怡和洋行所有的一座炮臺，並於每天香港時間中午12時鳴放禮炮，故名為「怡和午炮」。鳴炮前須摇鈴8響，傳統源自東角年代的怡和總寫字樓及倉庫，表示上午工作時段結束。
除每日鳴放的午炮外，每年元旦前夕最後一分鐘都會加放炮，名為「子夜鳴炮」迎接元旦、並播出《友誼萬歲》，以象徵一年的終結。這是香港市民與僑民每年慶祝元旦前夕的倒數地點，亦是1997之後銅鑼灣唯一倒數旺地，也是其中一個香港旅遊景點，與此同時香港的子夜禮炮是由蘇格蘭的愛丁堡城堡傳入，所以每年新年都會有風笛來演奏《友誼萬歲》來送走舊歲。現時只須捐贈港幣48,000元予香港公益金，便可以獲安排鳴放禮炮，自1989年開始，已經籌得逾500萬港元善款。

## 歷史

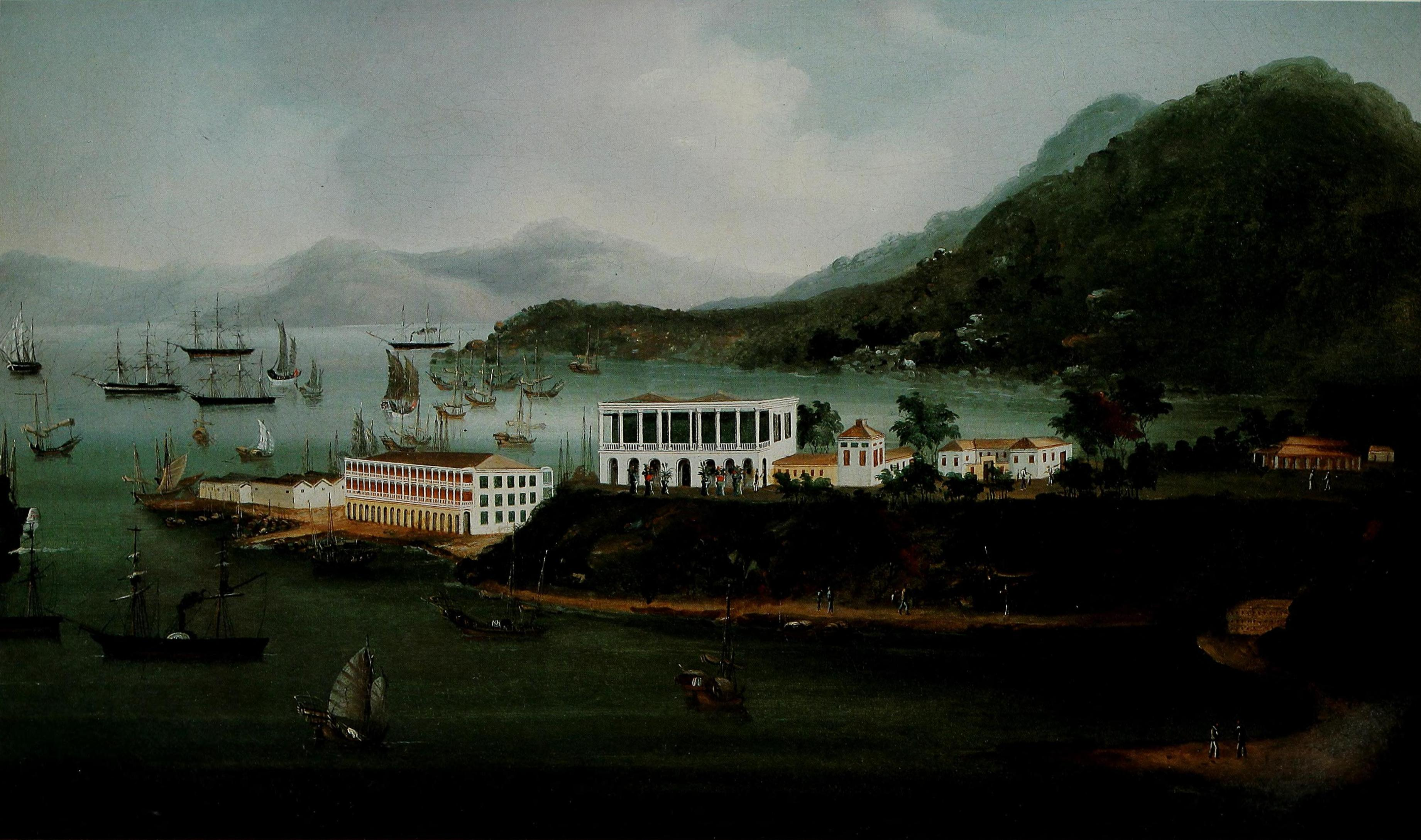
開埠初期東角及其上之怡和洋行（渣甸）倉庫

1841年，怡和洋行從香港政府購得東角岸邊土地，興建渣甸貨倉，並且設有貨運碼頭，作為起卸貨船上貨物的用途。為了應付海盜的侵擾，怡和洋行便於該處設立一座炮台。而每有大人物抵達或離開香港時，都會鳴放禮炮以示敬意。
直至1850年代的某天，怡和洋行總經理羅拔·渣甸爵士剛從英國回到香港，在鯉魚門去越過懸掛高級海軍旗幟的軍艦，員工按例鳴放代表最高敬意的21響禮炮。然而，此舉引起了駐港英軍的不滿，認為怡和洋行只是商行，沒有權力鳴放禮炮。怡和洋行為了表示歉意，便負責於每天中午12時鳴放禮炮報時，以作為自我懲罰。當時的禮炮長3呎，炮聲遍及維多利亞港的兩岸。
1941年12月，日軍佔領香港，將大炮奪去，至今亦下落不明。1945年香港重光後，英國海軍向怡和洋行送贈一門可發射6磅重炮彈的大炮，使怡和午炮的傳統能夠得以延續。1947年8月30日，香港重光2週年，怡和午炮恢復正常運作。
1959年有附近居民投訴午炮炮聲過響，怡和洋行減少火藥，並於1960年改用由英國皇家海軍提供的47毫米口徑三磅速射炮，原有的大炮被安排放置在炮位右邊的地上。

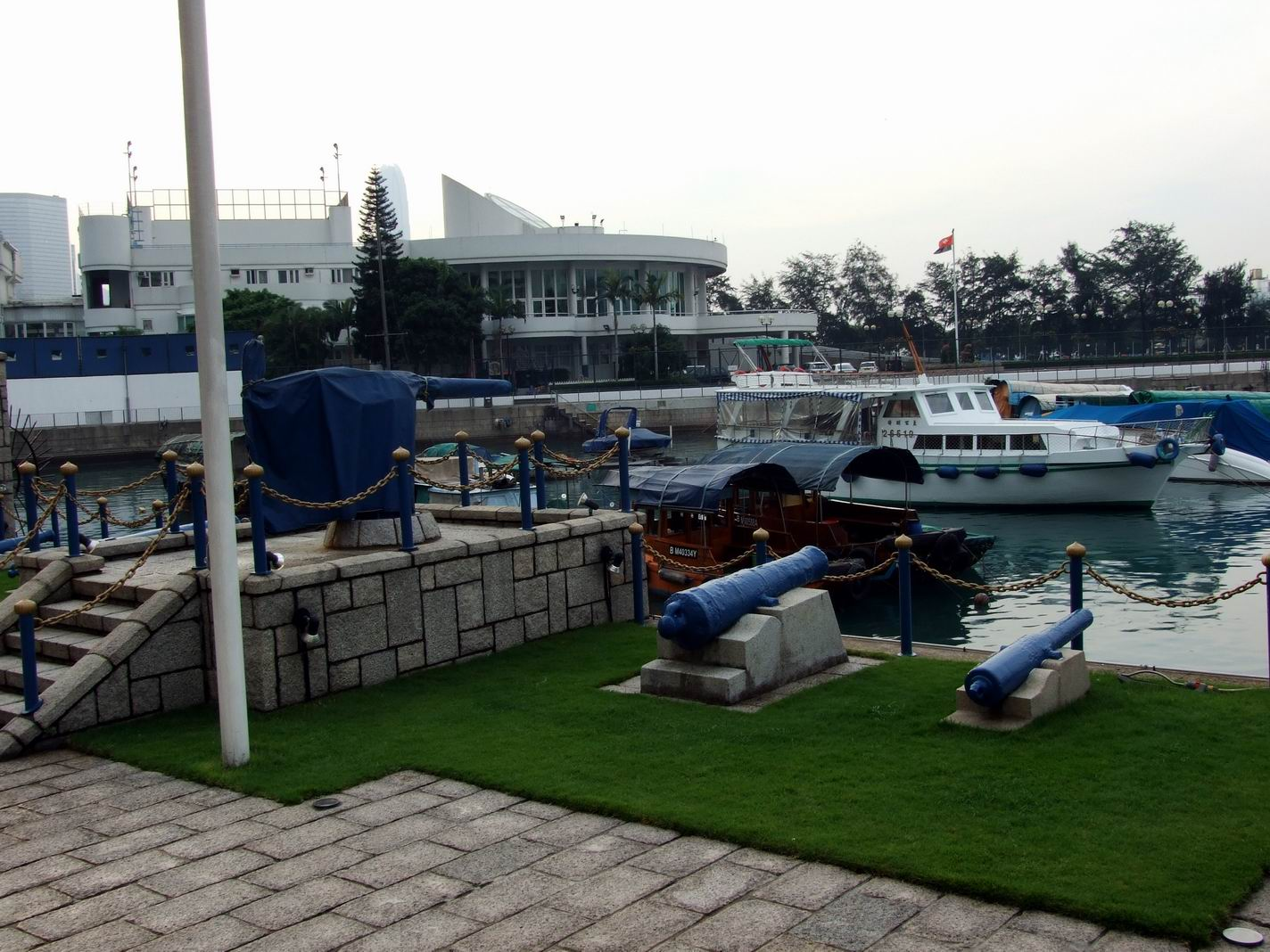
怡和午炮場地
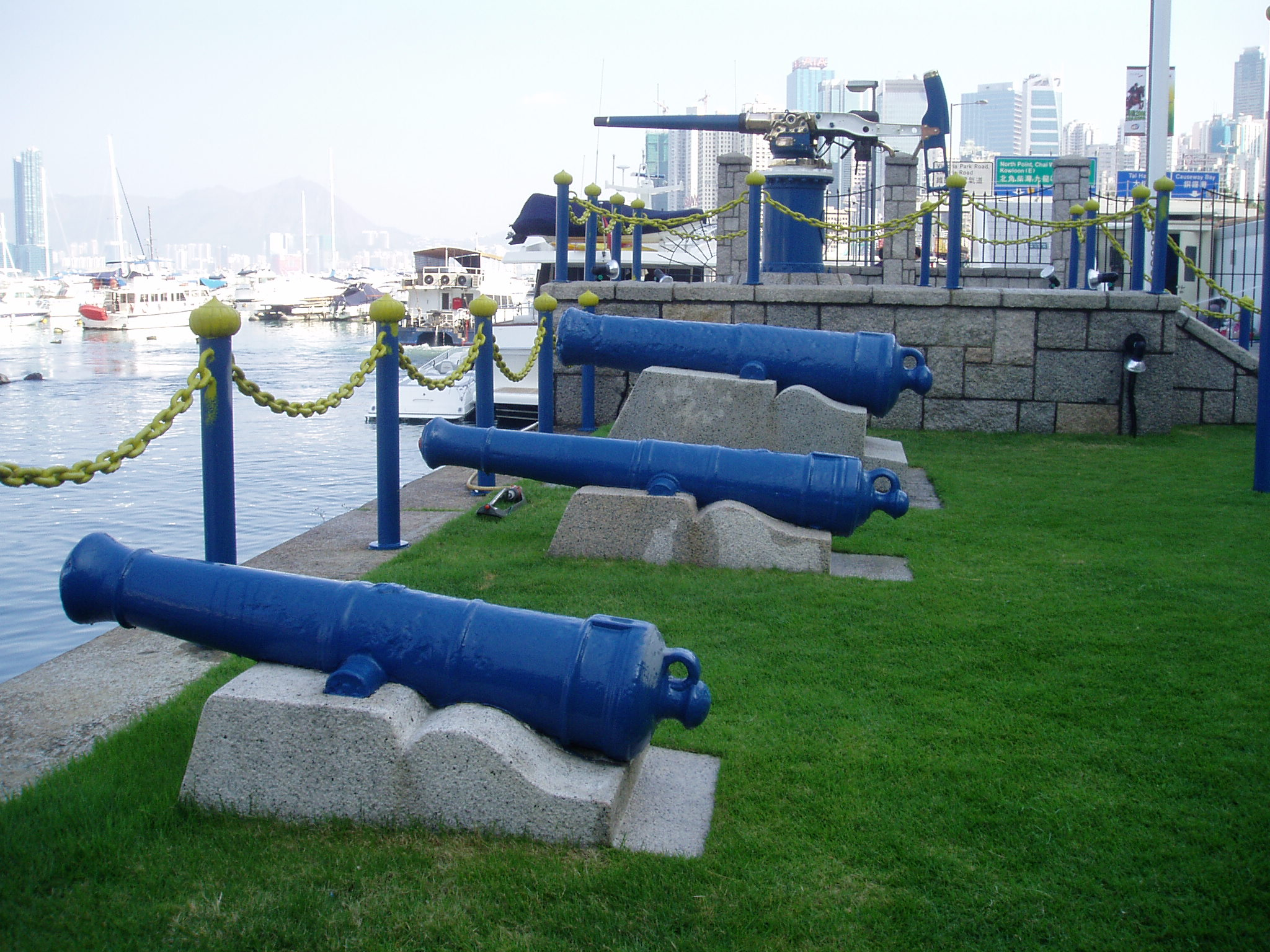
使用的速射炮及陳列的古炮

## 交通
港鐵
- █  港島綫：銅鑼灣站D1出口（步行到告士打道怡東酒店的地下停車場入口，循著樓梯向下步行往停車場B1層轉右即看見行人隧道）